# Lấy chồng trẻ
Tiểu trượng phu là phim truyền hình hiện đại đô thị gia đình Trung Quốc do New Classics Media phát hành, với sự tham gia của các diễn viên Du Phi Hồng, Dương Lặc, Trương Manh, Điền Vũ, Hứa Đệ, Hàn Đông Sinh, Lưu Lị Lị, Quan Hiểu Đồng, Bạch Tử Hiên, Trương Tử Kiện, Diêu Hiểu Phong đạo diễn, Lý Tiêu, Vu Miểu biên kịch, tổng cộng 40 tập, mỗi tập khoảng 45 phút .

## Nội dung
Diêu Lan gần 33 tuổi, là quản lý của một cửa hàng tiện lợi, cuối cùng cũng tổ chức đám cưới của bản thân, nhưng đột nhiên gặp phải bạn gái cũ của chú rễ Điền Khôn, rất tức giận nên cô đã hủy bỏ đám cưới và bỏ đi. Ai ngờ rằng rắc rối này đã tạo ra mối liên kết không hòa tan giữa Diêu Lan và cậu bé to xác Lục Tiểu Bối. Họ cách biệt nhau 9 tuổi, sức sống và sự lãng mạn của Lục Tiểu Bối cùng với sự trưởng thành và công việc ổn định của Diêu Lan khiến cả hai thu hút lẫn nhau. Diêu Lan gặp gỡ Điền Khôn, và cả hai đã đưa ra những nghi ngờ của họ .

## Phát sóng
Theo giờ địa phương (Giờ Bắc Kinh)
| Kênh                                    | Quốc gia | Ngày phát sóng            | Thời gian phát sóng                                                                | Ghi chú                                                       |
| --------------------------------------- | --- | ------------------------- | ---------------------------------------------------------------------------------- | ------------------------------------------------------------- |
| Truyền hình Hồ Nam                      | Trung Quốc | 1 tháng 5 năm 2016        | Chủ Nhật đến thứ Năm 20:10 - 22:00 (hai tập) Thứ Sáu, ngày 6 tháng 5 19:30 - 20:10 |                                                               |
| Kênh Vệ thị Trung văn Phiện bản quốc tế | Hồng Kông · Ma Cao · Thái Lan · Campuchia · Myanmar · Philippines · Indonesia · Singapore · Malaysia · Hoa Kỳ | Ngày 23 tháng 8 năm 2016  | Thứ Hai đến Thứ Sáu 20:00                                                          | Chiếu phim ở nước ngoài                                       |
| Kênh Vệ thị Trung văn Phiện bản quốc tế | Đài Loan | Ngày 23 tháng 11 năm 2016 | Thứ Bảy 22:00                                                                      |                                                               |
| TVB Phim truyền hình Trung Quốc         | Hồng Kông | 17 tháng 12 năm 2016      | Thứ Bảy, Chủ Nhật 18:00 - 21:30                                                    | Không lồng tiếng tiếng Quảng Đông trong khi phát sóng lần đầu |
| J2                                      | Hồng Kông | 5 tháng 9 năm 2017        | Thứ Hai đến Thứ Sáu 19:00 - 20:00                                                  |                                                               |

### Phát lại
| Kênh   | Quốc gia   | Ngày phát sóng      | Thời gian phát sóng                                      |
| ------ | ---------- | ------------------- | -------------------------------------------------------- |
| J2     | Hồng Kông  | 7 tháng 9 năm 2017  | Mỗi Thứ Ba đến Thứ Sáu và Thứ Hai tuần sau 12:00 - 13:00 |
| CCTV-8 | Trung Quốc | 11 tháng 2 năm 2018 | Mỗi ngày 19:30 - 22:00                                   |

## Diễn viên

### Diễn viên chính
| Tên         | Vai          | Lồng tiếng Hồng Kông | Mô tả |
| Du Phi Hồng | Diêu Lan     | Hoàng Ngọc Quyên     | 33 tuổi, quản lý cửa hàng tiện lợi. Một thiếu nữ đúng tuổi, cực kỳ nhạy bén trong tình yêu, mặc dù rất khao khát tình yêu sắp đến nhưng lại không dám đặt trái tim mình vào theo ý muốn. Trong quá trình kết thân với Lộ Tiểu Bối, người phụ nữ có vẻ quyền lực này luôn ở thế bị động trong tình yêu .                                                                                              |
| Dương Lặc   | Lục Tiểu Bối | Chung Kiến Lân       | 24 tuổi, Em trai của Lục Tiểu Sơn, trợ lý nhiếp ảnh gia, sau này trở thành hướng dẫn viên du lịch . |
| Trương Manh | Lục Tiểu Sơn | Chu Diệu Lan         | Chị gái của Lục Tiểu Bối, cô luôn là "hình mẫu chuẩn mực" về sự thành công trong cuộc sống, có khả năng chỉ huy thiên bẩm và là một người phụ nữ hết mình trong cuộc sống và công việc. Điều này đã khiến cuộc hôn nhân của cô trở thành một tảng đá mà không hề hay biết, nhưng sự xuất hiện của đứa con đã chạm đến phần mềm yếu nhất của trái tim cô và làm thay đổi tính cách của cô rất nhiều . |
| Điền Vũ     | Viên Suất    | Trần Trác Trí        | Nghe theo lời vợ Lục Tiểu Sơn, đáp ứng mọi yêu cầu, và trở thành một người đàn ông giỏi việc nhà. Khi động lực của Lục Tiểu Sơn trở nên mạnh mẽ hơn, nó cũng khiến cuộc hôn nhân của hai người trở nên nổi như cồn, nhưng sự đối mặt của Viên Suất luôn thay đổi và cởi mở, mối quan hệ giữa hai vợ chồng cuối cùng cũng thay đổi .                                                                  |

### Diễn viên khác
| Tên            | Vai               | Lồng tiếng Quảng Đông | Mô tả |
| Hứa Đệ         | Diêu Mỹ Quyên     | Lôi Bích Na           | Mẹ của Diêu Lan |
| Hàn Đồng Sinh  | Lục Trường Sơn    | Trần Vĩnh Tín         | Cha của Lục Tiểu Sơn, Lục Tiểu Bối                                                                                              |
| Lưu Lị Lị      | Lục Mẫu           | Viên Thục Trân        | Mẹ của Lục Tiểu Sơn, Lục Tiểu Bối, vợ cũ của Lục Trường Sơn                                                                     |
| Quan Hiểu Đồng | Tôn Điềm Điềm     | Hà Lộ Di              | Bạn gái cũ của Lục Tiểu Bối. Trong lúc Lục Tiểu Bối và Diêu Lan chia tay, Tôn Điềm Điềm đã đuổi theo Lục Tiểu Bối một lần nữa . |
| Bạch Tử Hiên   | Kiều Trị (George) | Lý Trấn Nhiên         | Nhiếp ảnh gia đã vô tình chen chân vào cuộc sống hôn nhân của Lục Tiểu Sơn và Viên Suất .                                       |
| Trương Tử Kiện | Tôn Chí An        | Chiêu Thế Lượng       | Giám đốc sở cảnh sát, cha của Tôn Điềm Điềm                                                                                     |
| Tống Gia Đằng  | Cường Tử          |                       | Bạn và đồng nghiệp của Lục Tiểu Bối, hướng dẫn viên du lịch                                                                     |

### Khách mời
| Tên                   | Vai                          | Lồng tiếng Quảng Đông | Mô tả                   |
| Đồ Tùng Nham          | Điền Khôn                    | Trần Đình Hiên        | Chồng cũ của Diêu Lan   |
| Hàn Thanh             | Giám đốc văn phòng du lịch   |                       |                         |
| La Hải Quỳnh          | Vợ cũ của Tôn Chí An         |                       |                         |
| Lam Doanh Oánh        | Cố Phỉ                       | Trương Tụng Hân       | Bạn gái của Điền Khôn   |
| Lưu Đình Tác          | Tiểu Trương                  |                       | Cảnh sát                |
| Trần Hân Dư           | San San                      |                       | Bạn gái cũ của Tiểu Bối |
| Quan Tư Tuệ           | Tiểu Trương                  |                       | Nhân viên bán hàng      |
| Trương Nguyên Linh Tử | Tiểu Chu                     |                       | Nhân viên bán hàng      |
| Kim Trần Hạo          | Tiểu Lưu                     |                       | Nhân viên bán hàng      |
| Lý Hồng Toàn          | Giám đốc Cổ                  |                       |                         |
| Liễu Bân              | Vương Chí Thanh              |                       | lão Vương               |
| Hậu Hiểu Ảnh          | Người khiêu vũ               |                       |                         |
| Hàn Thanh             | Nữ hướng dẫn viên du lịch    |                       |                         |
| Chu Tiểu Xuyên        | Giám đốc Vương               |                       |                         |
| Lý Cảnh Long          | Giám đốc Vương               |                       |                         |
| Dương Liễu            | Chủ cửa hàng Taobao          |                       |                         |
| Tằng Kỳ               | Điềm Điềm khuê mật           |                       |                         |
| Đô Chiêu              | Trương Thỉ                   |                       |                         |
| Lý Nam                | Ca sĩ lang thang             |                       |                         |
| Vương Cẩn Phỉ         | Bạn của Tiểu Bối             |                       |                         |
| Lý Nguyên Giang       | Trưởng nhóm Khiêu Vũ         |                       |                         |
| Tống Nguyên Phủ       | Khách hàng nam               |                       |                         |
| Karl                  | Mục sư                       |                       |                         |
| Hồ Dương              | Người dẫn chương trình Radio |                       |                         |
| Lý Nhuận Châu         | Người nhà Điền Khôn          |                       |                         |
| Vương Tử Hiên         | Tài xế                       |                       |                         |
| Tiết Vịên Viện        | Người mẫu A                  |                       |                         |
| Hạ Nam                | Cổ Đình Đình                 |                       |                         |
| Hầu Hiểu              | Cảnh sát A                   |                       |                         |
| Pháp Chí Viễn         | Người trượt Băng             |                       |                         |
| Khang Anh             | Người Khiêu vũ               |                       |                         |
| Thôi Hàng             | Người mẫu                    |                       |                         |
| Chu Nhuận             | Cậu bé trượt ván             |                       |                         |
| Thường Khải Ninh      | Người quản lý thiết bị       |                       |                         |
| Đoàn Viêm Nghiên      | Cô gái lạ A                  |                       |                         |
| Trương Y Nam          | Cô gái lạ B                  |                       |                         |
| Quách Trung Hữu       | Người đàn ông ly dị          |                       |                         |
| Lôi Mộng              | Giáo viên tiếng Pháp         |                       |                         |
| Vương Hải Oánh        | Thư ký của Lục Tiểu Sơn      |                       |                         |
| Nhâm Tĩnh             | Nhiếp ảnh gia                |                       |                         |
| Lộ Y Bình             | Nhân viên studio             |                       |                         |

## Nhạc phim
| STT | Nhan đề                                        | Phổ lời        | Phổ nhạc                | Trình bày                         | Thời lượng |
| --- | ---------------------------------------------- | -------------- | ----------------------- | --------------------------------- | ---------- |
| 1.  | "Dũng khí" (Bài hát chủ đề)                    | Thụy Nghiệp    | Quang Lương             | Kim Trì (Bản gốc：Lương Tĩnh Như) |            |
| 2.  | "Yêu điên cuồng"                               | Đàm Toàn       | Lưu Đoan Đoan, Đàm Toàn | Lưu Đoan Đoan                     |            |
| 3.  | "Không trở lại" (Sáp khúc)                     | Vi Lễ An       | Vi Lễ An                | Quách Tĩnh                        |            |
| 4.  | "Chúng ta bước chậm trong tình yêu" (Sáp khúc) | Trần Ngạn Duẫn | Trần Ngạn Duẫn          | Bii                               |            |
| 5.  | "Đoàn kết" (Sáp khúc)                          | Lưu Trác       | Lưu Trác                | Tống Gia Đằng                     |            |

## Rating
| Rating Hồ Nam TV  | Rating Hồ Nam TV  | Rating Hồ Nam TV | Rating Hồ Nam TV | Rating Hồ Nam TV | Rating Hồ Nam TV | Rating Hồ Nam TV | Rating Hồ Nam TV | Ghi chú |
| Tập               | Ngày              | CSM 52           | CSM 52           | CSM 52           | CSM              | CSM              | CSM              | Ghi chú |
| Tập               | Ngày              | % Rating         | % Rating share   | Hạng             | % Rating         | % Rating share   | Hạng             | Ghi chú |
| ----------------- | ----------------- | ---------------- | ---------------- | ---------------- | ---------------- | ---------------- | ---------------- | ------- |
| 1-2               | tháng 5 1, 2016   | 0.792            | 2.340            | 5                | 1.35             | 4.32             | 1                |         |
| 3-4               | tháng 5 2, 2016   | 0.807            | 2.290            | 5                | 1.30             | 4.               | 1                |         |
| 5-6               | tháng 5 3, 2016   | 0.816            | 2.395            | 4                | 1.18             | 3.88             | 1                |         |
| 7-8               | tháng 5 4, 2016   | 0.978            | 2.896            | 4                | 1.19             | 4.86             | 1                |         |
| 9-10              | tháng 5 5, 2016   | 0.918            | 2.696            | 4                | 1.29             | 4.21             | 1                |         |
| 11                | tháng 5 6, 2016   | 0.666            | 2.050            | 5                | 0.92             | 3.04             | 1                |         |
| 12                | tháng 5 7, 2016   | 0.673            | 2.010            | 4                | 0.94             | 3.03             | 1                |         |
| 13-14             | tháng 5 8, 2016   | 0.950            | 2.700            | 4                | 1.25             | 3.95             | 1                |         |
| 15-16             | tháng 6 9, 2016   | 1.011            | 2.914            | 4                | 1.48             | 4.69             | 1                |         |
| 17-18             | tháng 6 10, 2016  | 1.200            | 3.532            | 3                | 1.46             | 4.75             | 1                |         |
| 19-20             | tháng 6 11, 2016  | 1.379            | 4.118            | 1                | 1.77             | 5.80             | 1                |         |
| 21-22             | tháng 6 12, 2016  | 1.526            | 4.544            | 1                | 2.05             | 6.65             | 1                |         |
| 23                | tháng 6 13, 2016  | 1.064            | 3.232            | 2                | 1.47             | 4.74             | 1                |         |
| 24                | tháng 6 14, 2016  | 1.035            | 2.982            | 1                | 1.38             | 4.34             | 1                |         |
| 25-26             | tháng 6 15, 2016  | 1.418            | 4.03             | 1                | 1.73             | 5.32             | 1                |         |
| 27-28             | tháng 6 16, 2016  | 1.572            | 4.771            | 1                | 1.95             | 6.56             | 1                |         |
| 29-30             | tháng 6 17, 2016  | 1.479            | 4.389            | 1                | 1.92             | 6.36             | 1                |         |
| 31-32             | tháng 6 18, 2016  | 1.569            | 4.698            | 1                | 1.92             | 6.38             | 1                |         |
| 33-34             | tháng 6 19, 2016  | 1.602            | 4.744            | 1                | 2.12             | 6.83             | 1                |         |
| 35                | tháng 6 20, 2016  | 1.133            | 3.474            | 1                | 1.43             | 4.88             | 1                |         |
| 36                | tháng 6 21, 2016  | 1.185            | 3.714            | 1                | 1.53             | 5.21             | 1                |         |
| 37-38             | tháng 6 22, 2016  | 1.518            | 4.281            | 1                | 1.9              | 5.94             | 1                |         |
| 39-40             | tháng 6 23, 2016  | 1.796            | 5.266            | 1                | 2.39             | 7.57             | 1                |         |
| Rating trung bình | Rating trung bình | 1.22             | 3.57             | —                | 1.62             | 5.25             | —                |         |

## Giải thưởng
| Năm  | Lễ trao giải           | Hạng mục                                                                     | Đề cử            | Kết quả   |
| ---- | ---------------------- | ---------------------------------------------------------------------------- | ---------------- | --------- |
| 2017 | Mẫu Đơn Chiết Giang TV | Tác phẩm xuất sắc nhất                                                       |                  | Đoạt giải |
| 2017 | Mẫu Đơn Chiết Giang TV | Biên kịch xuất sắc nhất                                                      | Lý Tiêu, Vu Miểu | Đoạt giải |
| 2017 | Hoa Đỉnh               | Top 10 phim truyền hình                                                      |                  | Đề cử     |
| 2017 | Hoa Đỉnh               | Nam diễn viên xuất sắc nhất trong loạt phim truyền hình đương đại Trung Quốc | Dương Lặc        | Đề cử     |
| 2017 | Hoa Đỉnh               | Nữ diễn viên xuất sắc nhất trong loạt phim truyền hình đương đại Trung Quốc  | Du Phi Hồng      | Đề cử     |
| 2017 | Hoa Đỉnh               | Nữ diễn viên phụ xuất sắc nhất                                               | Trương Manh      | Đề cử     |